# Jan XVII (koptyjski patriarcha Aleksandrii)
Jan XVII (ur. ?, zm. 20 kwietnia 1745) – w latach 1727–1745 105. patriarcha (papież) Koptyjskiego Kościoła Ortodoksyjnego. 